# Complex de arhitectură populară (Brănești)
Complex de arhitectură populară este un complex de clădiri amplasat în Brănești, raionul Orhei, Republica Moldova. Este un monument de arhitectură populară de importanță națională inclus în Registrul monumentelor Republicii Moldova ocrotite de stat cu nr. 1048 (raionul Orhei).